# Angomont
Angomont ist eine französische Gemeinde mit 75 Einwohnern (Stand 1. Januar 2022) im Département Meurthe-et-Moselle in der Region Grand Est (vor 2016 Lothringen). Sie gehört zum Arrondissement Lunéville und zum Kanton Baccarat.

## Geografie
Die Gemeinde liegt etwa 59 Kilometer südöstlich von Nancy und 60 Kilometer westlich von Straßburg im Südosten des Départements Meurthe-et-Moselle. Zur Gemeinde gehören das Dorf Angomont, der Weiler Thiaville und einige Häuser des Weilers Allencombe. Das Dorf Angomont liegt an einem Hang nördlich des Flusses Brême. Die anderen beiden Siedlungen in einem Tal an der Straße von Bréménil zum Col de la Chapelotte. Fast die gesamte Fläche der Gemeinde ist bewaldet und gehört zu den Ausläufern der Vogesen. Nachbargemeinden sind Saint-Sauveur im Norden und Nordosten, Bionville im Südosten, Pierre-Percée im Südwesten, Badonviller im Westen sowie Bréménil im Nordwesten.

## Geschichte
Die heutige Gemeinde wird 1329 unter dem Namen Angoimont in einem Dokument erstmals erwähnt. Ein Teil der heutigen Gemeinde unterstand bis 1789 der Vogtei Vic und gehörte historisch zur Provinz Trois-Évêchés (Drei Bistümer), die faktisch 1552 an Frankreich fiel. Der andere Teil der Gemeinde, der Bann Le Moine, gehörte rechtlich zum Herzogtum Salm und somit zum Herzogtum Lothringen, das 1766 an Frankreich fiel. Bis zur Französischen Revolution lag die Gemeinde dann im Grand-gouvernement de Lorraine-et-Barrois. Im Dreißigjährigen Krieg wurde die Gemeinde fast völlig zerstört. Nur wenige Bewohner überlebten. Im Jahr 1712 zählte der Ort nur 3 Bewohner. In den beiden Weltkriegen kam es zu Zerstörungen. Im Ersten Weltkrieg führte deutscher Beschuss 1914 zu starken Zerstörungen in der Gemeinde. Weitere Artillerieangriffe beider Seiten richteten Schäden an. Von 1793 bis 1801 war die Gemeinde dem Distrikt Blâmont zugeteilt. Und von 1793 bis 1801 und von 1879 bis 2015 in den Kanton Badouviller/Badonviller eingegliedert. Dazwischen, von 1801 bis 1879, war sie Teil des Kantons Baccarat – und seit 2015 ist sie erneut Teil des Kantons Baccarat. Seit 1801 ist Angomont dem Arrondissement Lunéville zugeordnet. Die Gemeinde lag bis 1871 im alten Département Meurt(h)e. Seither bildet sie einen Teil des Départements Meurthe-et-Moselle. 

## Bevölkerungsentwicklung
| Jahr                       | 1962 | 1968 | 1975 | 1982 | 1990 | 1999 | 2007 | 2019 |
| Einwohner                  | 117  | 118  | 112  | 88   | 87   | 90   | 100  | 76   |
| Quellen: Cassini und INSEE |      |      |      |      |      |      |      |      |

## Verkehr
Angomont liegt fernab von überregionalen Verkehrsverbindungen. Die Bahnstrecken sind weiter entfernt als überregionale Autobahnen. Die nächstgelegenen Haltestellen sind Baccarat und Bertrichamps an der Bahnstrecke von Lunéville nach Saint-Dié-des-Vosges. Die N4 führt weiter nördlich vorbei. Der nächstgelegene Anschluss ist 14 Kilometer entfernt in Blâmont. Die N59 führt weiter südwestlich vorbei. Der Anschluss Raon-l’Étape ist auf der Straße 21 Kilometer entfernt. Für den regionalen Verkehr ist die D181 wichtig, die durch das Dorf führt.

## Sehenswürdigkeiten
- Dorfkirche Saint-Clément aus dem 18. Jahrhundert
- Kapelle Chapelle du col de la Chapelotte aus dem 19. Jahrhundert und
- deutsche Feldkapelle des Ersten Weltkriegs, Chapelle de l’hôpital allemand (Haut de Faîte)
- Dorfbrunnen aus dem Jahr 1863 und weitere Dorfbrunnen
- Gedenkplatte für die Gefallenen[2]

Quelle:

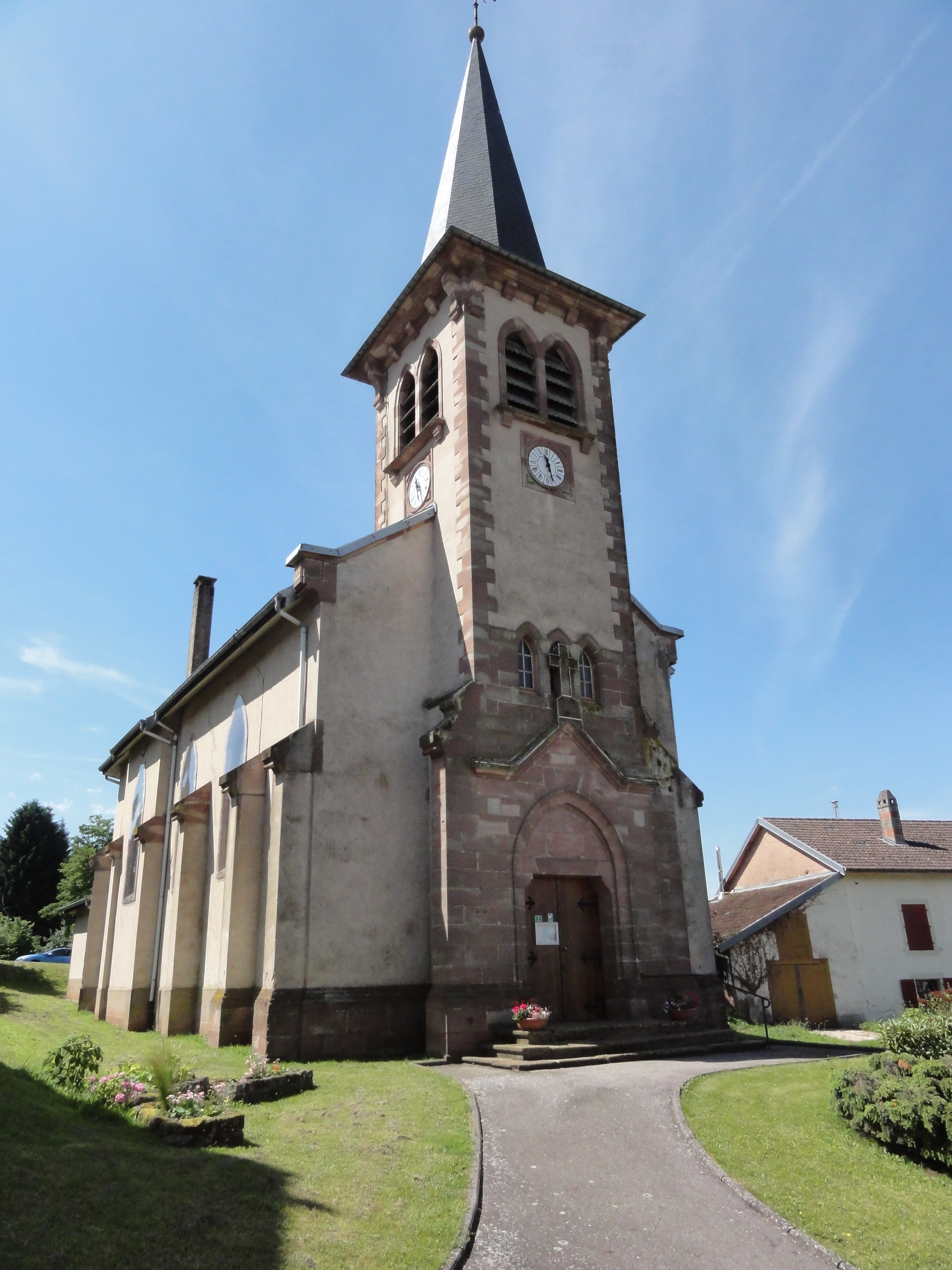
Dorfkirche Saint-Clément
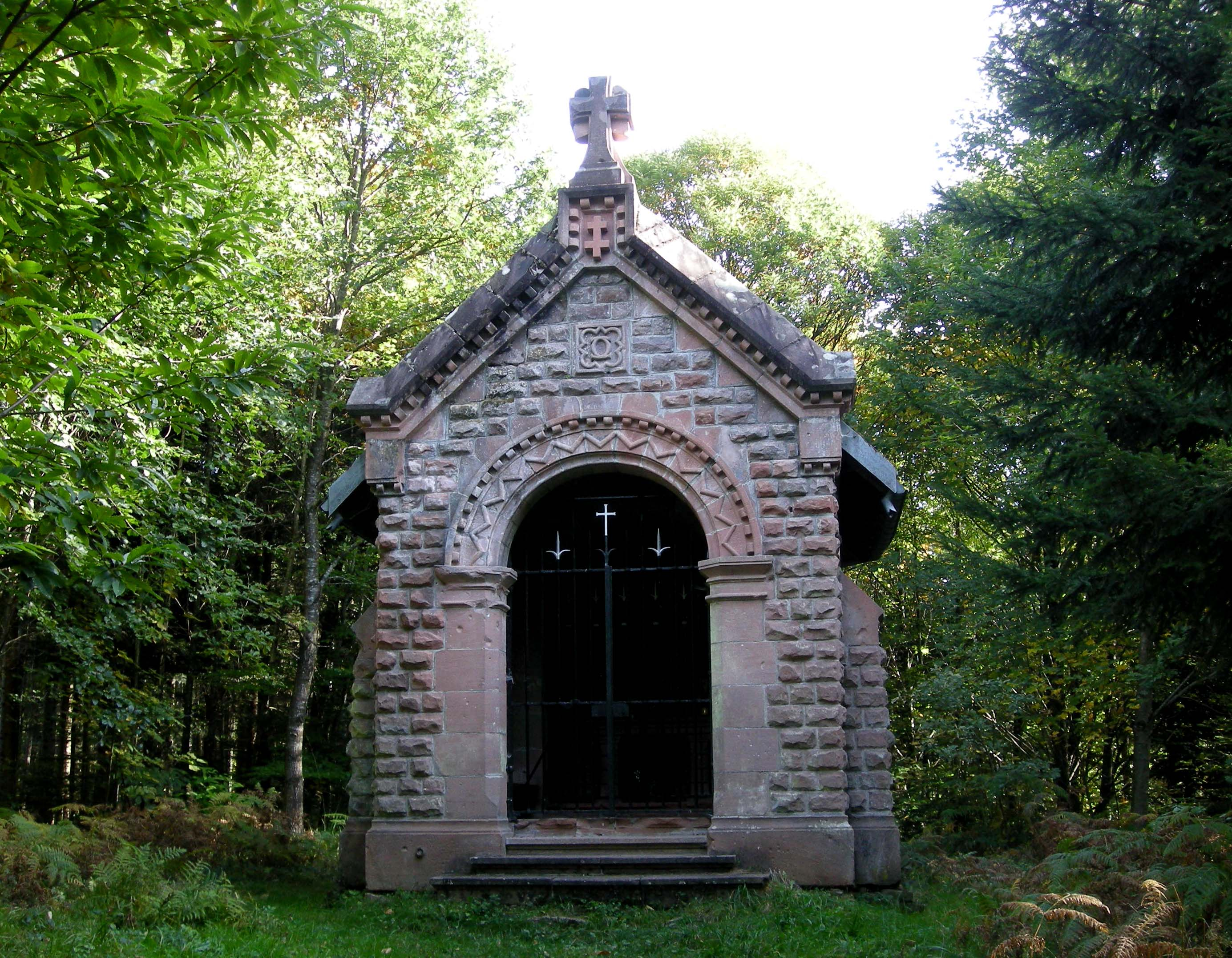
Kapelle auf dem Col de la Chapelotte
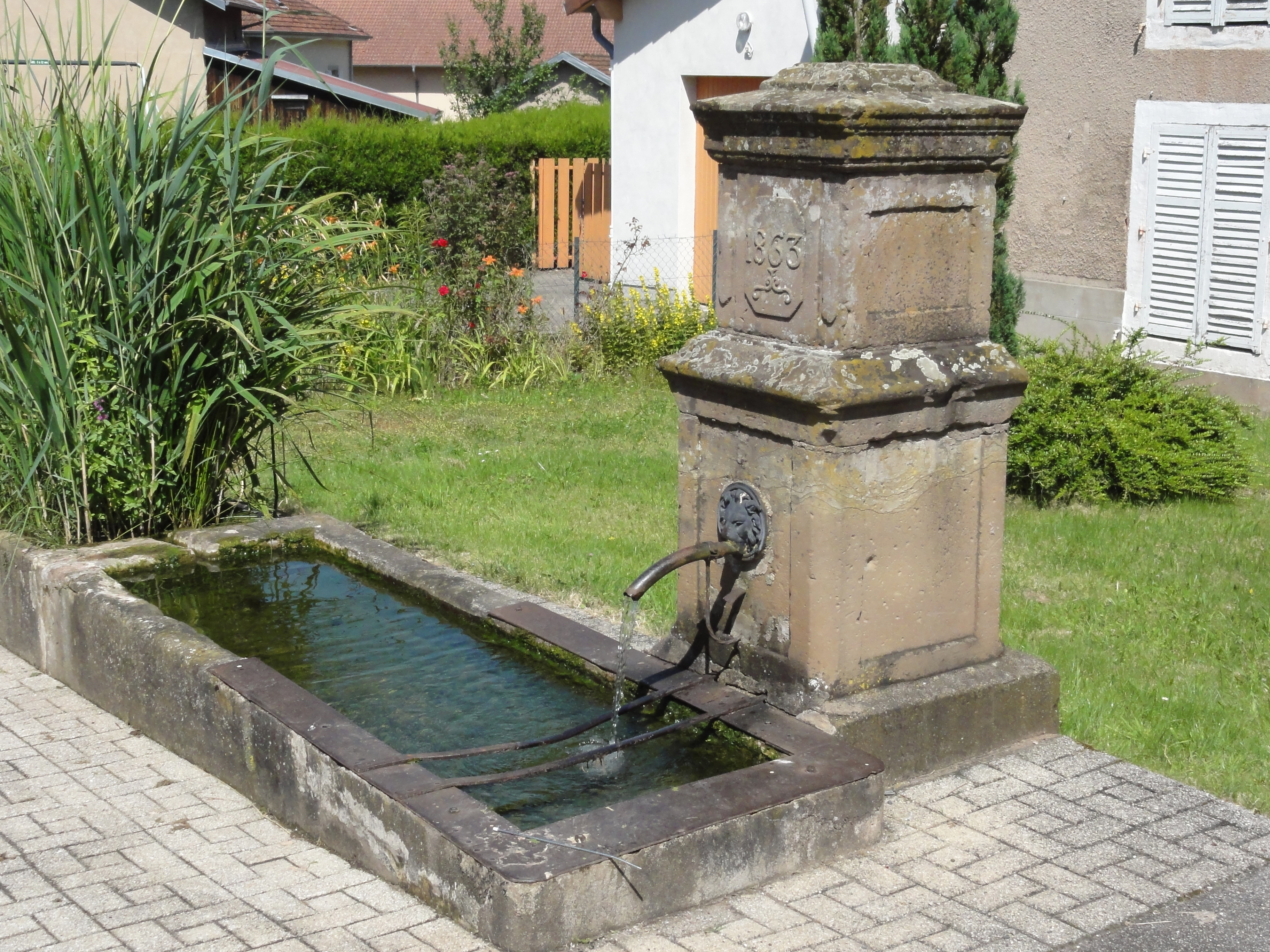
Dorfbrunnen
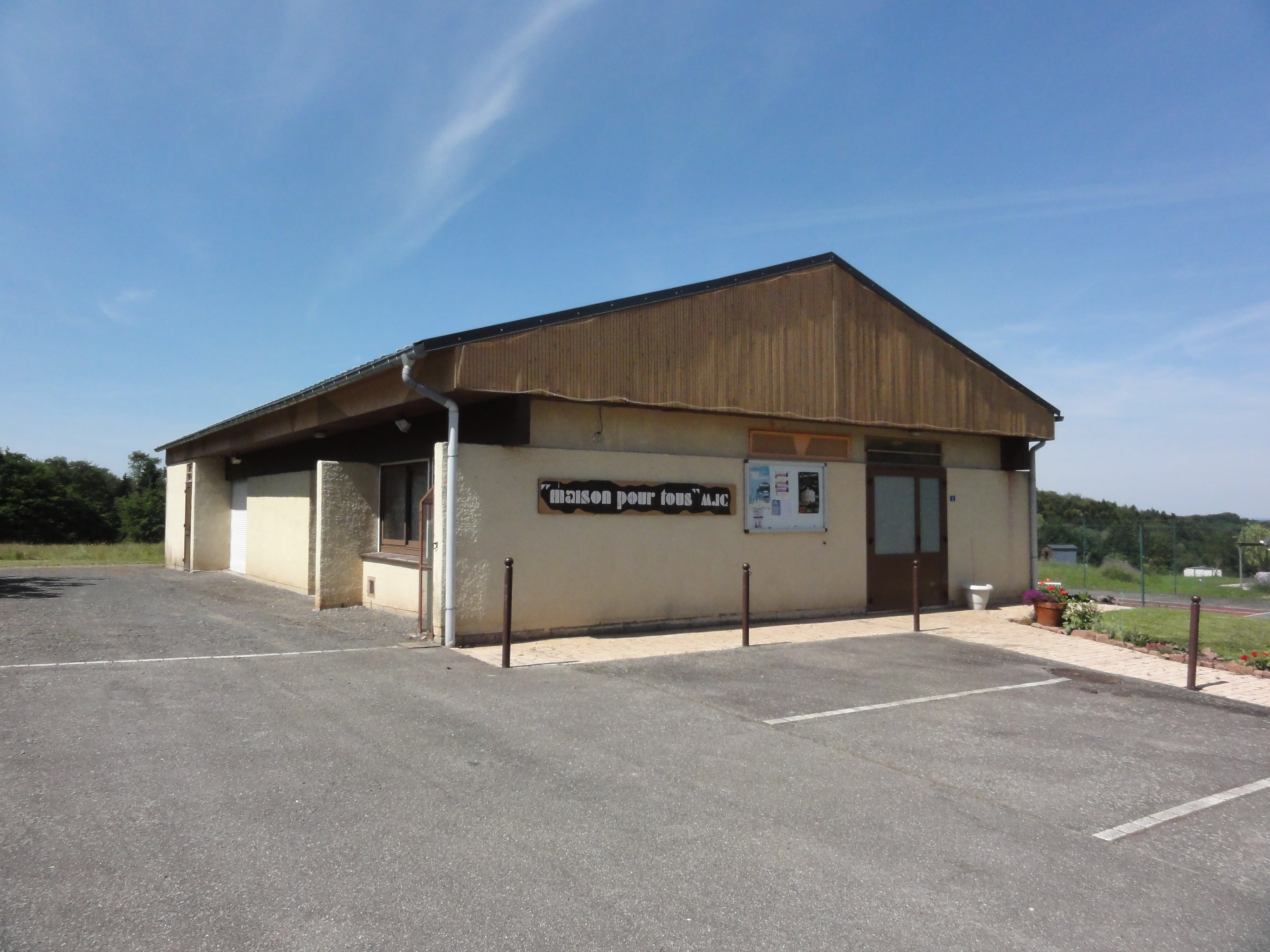
Mehrzwecksaal Maison pour tous (Haus für Alle)